# Драга (име)
Драга је женско словенско име, које има буквално значење и које је најпре било скраћено име од имена Драгана и других сродних имена, али је касније почело да се користи и као самостално име. Мушки облик је Драго.

## Популарност
У Хрватској ово име је најчешће у Загребу, Карловцу и Чаковцу и чешће је међу Хрватима него Србима. У Словенији је 2007. ово име било на 230. месту по популарности.